# ごくじょうラジオ
『ごくじょうラジオ』は、秋田放送（ABSラジオ）で2007年4月から2019年3月まで放送されていた昼のワイド番組。放送時間は月曜日 - 金曜日 13:00 - 15:55（2009年10月5日 - 2019年3月29日）
。

## 番組概要

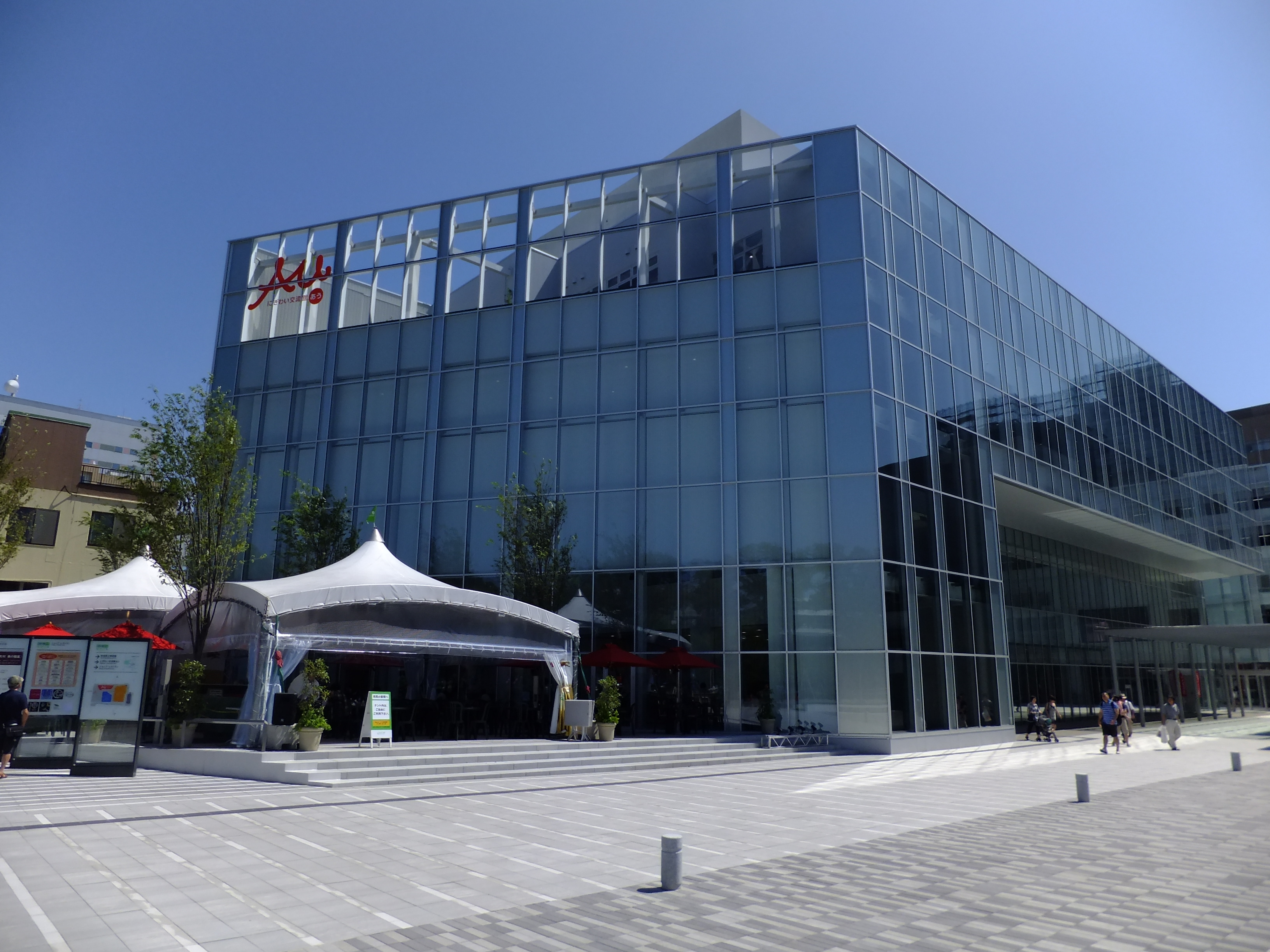
エリアなかいち内にある秋田市にぎわい交流館「AU」。毎週水曜日に同館内のサテライトスタジオから公開生放送が行われている。

2007年4月2日に同年3月までABSラジオで放送されていた昼の生放送『ごごはWIN'S』の後継番組としてスタートし、開始当初は前身番組『ごごはWIN'S』のコーナーをそのまま引き継ぎ放送していた。2017年4月3日に放送10周年を迎え、2018年10月26日に放送3000回に到達。2019年3月29日に干支が一回りして足掛け12年の放送に幕を下ろすことになった。
様々な話題やコーナー、音楽、リスナーから寄せられたメッセージ紹介などで構成される生放送番組。
番組の合間にはラジオ中継車「ラジPAL」による街頭中継が行われた（開始当初は毎週水・木・金曜日のみ、2009年度からは全曜日行われている）。
毎週水曜日は秋田市中通一丁目の「エリアなかいち」内にある秋田市にぎわい交流館AU（あう）1階のサテライトスタジオから公開生放送を行っていた（2012年7月開始、2017年9月までは火曜日も同場所から公開生放送を行っていた）。その他の曜日は秋田放送本社のスタジオから放送。

### 過去の放送時間
- 毎週月曜 - 金曜 12:20 - 15:55（開始 - 2009年4月3日、「みんなの健康」内包）
- 毎週月曜 - 金曜 13:00 - 15:40（2009年4月6日 - 10月2日）

## 出演者

### パーソナリティ
| 放送時期  | 放送時期   | 月曜日              | 火曜日                        | 水曜日                      | 木曜日                | 金曜日                |
| --------- | ---------- | ------------------- | ----------------------------- | --------------------------- | --------------------- | --------------------- |
| 2007.4.2  | 2008.3.28  | 田村修 酒井茉耶     | 田村修 酒井茉耶               | 田村修 物袋綾子             | 宇奈月満 石井綾子     | 宇奈月満 石井綾子     |
| 2008.3.31 | 2009.4.3   | 田村修 物袋綾子     | 田村修 物袋綾子               | 田村修 酒井茉耶             | 宇奈月満 石井綾子     | 宇奈月満 石井綾子     |
| 2009.4.6  | 2010.4.2   | 宇奈月満 吉村優     | 宇奈月満 酒井茉耶             | 田村修 酒井茉耶             | 田村修 石井綾子       | 田村修 石井綾子       |
| 2010.4.5  | 2010.12.31 | 宇奈月満 吉村優     | 宇奈月満 椿田恵理子           | 宇奈月満 酒井茉耶           | 田村修 石井綾子       | 田村修 石井綾子       |
| 2011.1.4  | 2011.3.25  | あべ十全 吉村優     | ワリー・ガッタナー 椿田恵理子 | 田村修 酒井茉耶             | 田村修 椿田恵理子     | 田村修 吉村優         |
| 2011.3.28 | 2012.3.30  | 井関裕貴 吉村優     | 井関裕貴 吉村優               | 酒井茉耶 ワリー・ガッタナー | 松井梨絵子 マティログ | 松井梨絵子 マティログ |
| 2012.4.2  | 2013.3.29  | 井関裕貴 幸坂理加   | 井関裕貴 幸坂理加             | 酒井茉耶 ワリー・ガッタナー | 松井梨絵子 マティログ | 松井梨絵子 マティログ |
| 2013.4.1  | 2013.9.27  | 廣田裕司 八重樫葵   | 廣田裕司 佐藤有希             | 田村陽子 ワリー・ガッタナー | 松井梨絵子 マティログ | 松井梨絵子 マティログ |
| 2013.9.30 | 2014.9.26  | 廣田裕司 田村陽子   | 廣田裕司 佐藤有希             | 酒井茉耶 ワリー・ガッタナー | 酒井茉耶 マティログ   | 酒井茉耶 マティログ   |
| 2014.9.29 | 2015.3.26  | 廣田裕司 田村陽子   | 廣田裕司 関向良子             | 酒井茉耶 ワリー・ガッタナー | 佐藤有希 マティログ   | 酒井茉耶 マティログ   |
| 2015.3.27 | 2016.3.25  | 廣田裕司 田村陽子   | 廣田裕司 関向良子             | 田村陽子 ワリー・ガッタナー | 佐藤有希 マティログ   | 幸坂理加 マティログ   |
| 2016.3.28 | 2016.12.30 | 井関裕貴 酒井茉耶   | 佐藤有希 新谷賢太郎           | 田村陽子 ワリー・ガッタナー | 関向良子 マティログ   | 幸坂理加 マティログ   |
| 2017.1.4  | 2017.3.31  | 井関裕貴 酒井茉耶   | 佐藤有希 新谷賢太郎           | 田村陽子 ワリー・ガッタナー | 関向良子 マティログ   | 井関裕貴 マティログ   |
| 2017.4.3  | 2017.6.2   | 井関裕貴 酒井茉耶   | 柳本雪絵 新谷賢太郎           | 田村陽子 ワリー・ガッタナー | 関向良子 マティログ   | 鴨下望美 マティログ   |
| 2017.6.5  | 2018.3.30  | 新谷賢太郎 酒井茉耶 | 井関裕貴 柳本雪絵             | 田村陽子 ワリー・ガッタナー | 関向良子 マティログ   | 鴨下望美 マティログ   |
| 2018.4.2  | 2019.3.29  | 桂三河 酒井茉耶     | 井関裕貴 柳本雪絵             | 関向良子 ワリー･ガッタナー  | 田村陽子 尾樽部和大   | 鴨下望美 マティログ   |

### 中継リポーター

#### 2009年4月3日まで
- 水曜：ハン・カクサイ
- 木曜：松井梨絵子（～2007年9月）→廣田裕司（2007年10月～）→尾崎朋美（ 2008年4月 ～）
- 金曜：工藤牧子

#### 2009年4月6日～2011年3月まで
- 月曜～金曜　ラジPALs(ラジパルス) あい・あやの・ゆき

#### 2011年4月から
- 月曜～金曜　ラジPALs(ラジパルス) いく・ちか

#### 2013年度
- 月曜～金曜　ラジPALs(ラジパルス) 香里・みお・モエ・いく・ちか

#### 2014年4月から
- 月曜～金曜　ラジPALs(ラジパルス) ちか・香里・なおみ・夕美子・あゆ

## タイムテーブル
※2017年10月現在
| 放送時間 | コーナー名                                          |
| -------- | --------------------------------------------------- |
| 13:00    | オープニング                                        |
| 13:05頃  | 交通情報                                            |
| 13:10頃  | (火)イセメン なんてったってアイドル                 |
| 13:10頃  | (金)トヨタ街角ステーション～ごくじょうな出会い～    |
| 13:15頃  | (水)塩セレ                                          |
| 13:20頃  | (木)羽後日産中古車情報                              |
| 13:20頃  | (金)秋田カントリークラブ HOT インフォメーション     |
| 13:25頃  | (第2･4水)りんりんステーション                       |
| 13:25頃  | (第1・3金)ナイス旬彩クッキング（2017年10月6日開始） |
| 13:25頃  | (第2・4金)まこ社長のマイホームよろず話              |
| 13:35頃  | (第1・3月)葬祭アラカルト                            |
| 13:35頃  | (第1・3火)こころに花を                              |
| 13:50頃  | ペット情報                                          |
| 13:54    | さきがけニュース                                    |
| 14:00    | (第1金)おしえて きりゅう先生                        |
| 14:00    | (第2・4木)心みねこの「ごくじょう・心のマッサージ」  |
| 14:15頃  | (火)東北醤油・黄色いのぼりの料理勉強会              |
| 14:25頃  | (月)野村美菜のちょっと一息コーヒータイム            |
| 14:35頃  | 交通情報                                            |
| 14:40頃  | ごくじょうラジオ パワープレイ～ごくじょうな1曲～    |
| 14:54    | さきがけニュース                                    |
| 15:00    | 秋田日産ウェザーリポート                            |
| 15:10頃  | (第2・4月)田沢湖ストーリー～ブルーレイク～          |
| 15:10頃  | (第2・4火)神社で願いを                              |
| 15:10頃  | (水)お酒よもやま大喜利                              |
| 15:10頃  | (木)県南耳より情報                                  |
| 15:21頃  | (金)元気のみなもと通信                              |
| 15:40頃  | (月～木)ごっくん晩ごはん                            |
| 15:40頃  | (金)マティログ道場 鴨下修行中                       |
| 15:50頃  | エンディング                                        |

### 主なコーナー
2019年3月の番組終了時。
- ごくじょうラジオ　パワープレイ〜ごくじょうな1曲〜（月曜日 - 金曜日、14時台）
  - 2017年4月開始。2017年3月末まで放送されていた「くるくる音Time」の後継コーナー。番組が今おすすめしたい楽曲を一週間通してオンエア。

- ごっくん晩ご飯（月曜日 - 木曜日、15:40頃）
  - 日替わりで様々なジャンルの料理のレシピを紹介。

月曜日
- 桂三河のテーマなぞかけ presented by RVグランモービル（13:10頃）
  - 三河が放送日当日のメッセージテーマを題材にしたなぞかけを披露。リスナーからも同じくメッセージテーマを題材としたなぞかけを募集し、番組内で随時紹介した。

- 野村美菜のちょっと一息コーヒータイム
  - 演歌歌手・野村美菜がパーソナリティを勤めるミニコーナー。基本収録放送だが、稀に生電話での出演やスタジオに生出演することもあった。

火曜日
- イセメン　なんてったってアイドル（13:10頃）
  - 井関がおすすめする女性アイドルの楽曲や話題を紹介する。コーナー名のイセメンは「井関のレコメンド」の略。

- 雪絵の超ENGLISH（14時台）
  - いつもの暮らしにちょっとイングリッシュのエッセンスをコンセプトに、柳本が英単語のワンポイントレッスンを行う。

水曜日
- 塩セレ（13:15頃）
  - 水曜日の番組ディレクター、通称「塩D」がセレクトした注目の楽曲をオンエアする。アーティストからのコメントがオンエアされることもある。

- ググるな関向!（14時台）
  - 今どきの若い人が知らなさそうな名詞・固有名詞となるキーワードを出題し、それが何なのかを関向がググらず（インターネットの検索サイトで調べず）にリスナーから寄せられたヒントを頼りに当てるコーナー。
  - リスナーからはキーワードに該当しそうな内容のヒント、もしくは惑わすようなネタ投稿を募集していた。
  - 月に一度、今どきの若い人の間で話題になっていそうな名詞・固有名詞となるキーワードを、ワリーガッタナーがググらずにリスナーからのヒントを頼りに当てる「ググるなガッタナー!」が放送されていた。

- お酒よもやま大喜利（15:10頃）
  - リスナー参加型の大喜利コーナー。月替わりでお題を設け、投稿された面白い回答を紹介する。
  - コーナー独自のポイント「きくポイント」を面白さのレベルによって「きく1」から「きく5」までパーソナリティの独断でつけていき、毎月最終週に最も多くポイントを獲得したリスナー1名にコーナースポンサーのお酒が贈呈される。

木曜日
- タルタム調査隊（13時台）
  - リスナーから日常のちょっとした疑問を募集し、番組の調査およびリスナーから寄せられる情報提供で疑問を解決する。

- ホットひと息♪ごくローカフェ（14:40頃）
  - ローソンのスイーツ商品を試食を交えながら紹介。

金曜日
- マティログ道場　鴨下修行中（15:40頃）
  - 毎週マティログが出した様々な指令を、鴨下が実践した成果を報告する。

### 過去のコーナー
- ペットショップ探偵団（第2・4月曜13:35頃）

- くるくるオンタイム（2011年10月 - 2017年3月 、14:40頃）
  - 番組が紹介した曲がどれだけ心に響くかをリスナーが点数を付ける、音楽格付けコーナー

- おふろde鼻歌（水曜13:35頃→月曜13:20頃、- 2017年5月29日）
  - 酒井が何の曲の鼻歌を歌っているかを答えるクイズコーナー。正解は翌週に発表し、正解者の中から数名にプレゼントが贈られた。
  - 2012年8月までは森岳温泉の旅館がスポンサードしていたため入浴券をプレゼントしていたが、経営危機により撤退。9月からはABSグッズとなった[5]。2013年10月からは問題の難易度に合わせて「クリアケース」「ライト付きボールペン」「特製タオル」のいずれかとなっていた。
  - 2013年4月 - 9月、2015年3月末 - 2016年3月は酒井が産休のためコーナーも一時休止。
  - 2014年9月24日 - 大竹まこと　ゴールデンラジオにて、紹介されたことがある。[6]
  - 放送曜日が水曜日から月曜日に移動しつつも継続され、2017年5月29日放送分を持ってコーナー終了[7]となったが、その後2017年8月に後述の「ほっともっとde鼻歌」として、また2019年3月25日放送分でも酒井による鼻歌企画が復活した[8]。

- ほっともっとde鼻歌（月曜13:10頃、2017年8月7日 - 11月6日）
  - ほっともっとの商品紹介と共に、弁当を試食した酒井が浮かんだ曲の鼻歌を披露し、何の曲かをリスナーから解答を募集（放送日の次の日曜日締切）。正解発表は翌週のコーナー冒頭で行われ、正解者の中から抽選でほっともっとで使える500円のクーポン券がプレゼントされた。
  - 2017年5月まで放送されていたコーナー「お風呂de鼻歌」の事実上復活であり、基本的なコーナー構成は同じであった。
  - コーナー本編は2017年11月6日で最終回となったが、11月6日放送分の鼻歌の正解発表とプレゼントの当選者発表は翌週11月13日のごくじょうラジオ内で行われた[9]。
- ヨコリン・ガタリンのこれってなーに（14時台、コーナー編成により13時台に放送の場合あり）
  - ABSラジオのスタジオに現れる妖精のヨコリンとガタリンが何のテーマについて会話しているかを答える、リスナー参加型のクイズコーナー。正解発表は翌週のコーナー冒頭で行われ、正解者の中から毎週3名にコーナーオリジナルのステッカーがプレゼントされる。
  - コーナーの宣伝CMではクイズ部分の短縮バージョンがオンエアされている。

過去に内包していた番組
- 日本列島ほっと通信（14:40頃）
- こんにちは青空たのしです（15:03頃。2013年4月～9月[10]）

## 配信コンテンツ
一部コーナーは番組ブログ、またはABS Podcastingにて配信されている。
現在配信中
- 神社で願いを
- りんりんステーション
- お酒よもやま大喜利（2009年度 - ）
  - 後述の「SPPIN OFF talk」に代わる形で配信開始。2014年10月から番組ブログでの配信からABS Podcastingでの配信に移行。
- 心みねこの「ごくじょう・心のマッサージ」

過去に配信されていたコンテンツ
- SPPIN OFF talk（2008年2月 - 3月）
  - 毎週火曜日の番組ブログにて配信していた、音声による放送終了後トーク。
- Vライブ（映像中継）（2008年2月 - 2009年3月）